# Weinmannia icacifolia
Weinmannia icacifolia là một loài thực vật có hoa trong họ Cunoniaceae. Loài này được (Bernardi) Bernardi miêu tả khoa học đầu tiên năm 1964.